# Échenilleur de Boyer
Espèce
Statut de conservation UICN

 LC 3.1 : Préoccupation mineure
L'Échenilleur de Boyer (Coracina boyeri) est une espèce de passereau de la famille des Campephagidae.

## Répartition
Cet oiseau est endémique de Nouvelle-Guinée.

## Habitat
Il habite les forêts humides tropicales et subtropicales en plaine et les mangroves.

## Sous-espèces
Selon Alan P. Peterson, il en existe deux sous-espèces :
- Coracina boyeri boyeri (Gray,GR) 1846 : échenilleur à lores blancs[1] ;
- Coracina boyeri subalaris (Sharpe) 1878 : échenilleur à lores gris.